# Yidalpta flavagalis
Yidalpta flavagalis är en fjärilsart som beskrevs av Achille Guenée 1854. Yidalpta flavagalis ingår i släktet Yidalpta och familjen nattflyn. Inga underarter finns listade i Catalogue of Life.